# Harkettes
Les Harkettes sont des femmes combattantes pour l'Algérie française. Il s'agit au départ de femmes appartenant à la harka de Catinat (actuelle Settara) à Jijel. Il fait référence au terme masculin harki, qui désigne de 1957 à 1962 des soldats indigènes musulmans engagés aux côtés de l’armée française dans des unités appelées harkas.

## Histoire
En janvier 1959, une harka féminine est créée à Catinat par le lieutenant français Onrupt, chef de la SAS de Catinat, sous le nom de « comité féminin ». Les femmes y apprennent à bétonner, à poser des tuiles et à installer des lignes électriques dans la ville assiégée. Discutant entre elles, elles découvrent qu'elles sont un certain nombre à ne pas vouloir du mariage qu'on leur impose,.
Le lieutenant Onrupt se décide à armer quelques femmes : sur 34 volontaires, 18 sont retenues, essentiellement des veuves ou des femmes de maris harkis. Après plusieurs mois de formation, elles assurent la protection des récoltes et des convois sur certaines routes, en particulier vers El Milia,. La harka est connue sous le nom de « harkettes de Catinat ».
La harka est dissoute en 1961. Cependant, certaines personnes suggèrent que la harka féminine de Catinat ne serait pas la seule : leur existence n'est jamais officielle, ce qui rend leur recensement difficile.

## Postérité
Le 3 mars 1960, le général de Gaulle visite la SAS de Catinat au cours d'une inspection militaire (connue sous le nom de la « tournée des popotes »), en compagnie du général Roger Trinquier, commandant du secteur militaire d’El Milia.
Après le 18 mars 1962, les harkettes sont massacrées, comme leurs maris et leurs enfants.